# She's My Kind of Girl
"She's My Kind of Girl" é uma canção do grupo pop sueco ABBA, escrita por Benny Andersson e Björn Ulvaeus. Em 19 de fevereiro de 1973 também foi lançada como lado B de "Ring Ring".
Escrita para um filme sueco, a canção foi gravada em novembro/dezembro de 1969, provavelmente na Europa Film Studios, e não tem nenhuma contribuição de Agnetha Fältskog e Anni-Frid Lyngstad. A canção foi originalmente lançada em março de 1970 como o primeiro single de Björn e Benny. Dois anos mais tarde, foi lançada no Japão, atingindo o primeiro lugar e vendeu cerca de meio milhão de cópias.
Esta canção foi usada no suave filme pornô "Inga II : The Seduction of Inga" em 1971 (dirigido por Joseph W. Sarno), junto com a música "Inga's Theme".